# Haedropleura
Haedropleura is een geslacht van weekdieren uit de klasse van de Gastropoda (slakken).

## Soorten
- Haedropleura flexicosta Monterosato, 1884
- Haedropleura ima (Bartsch, 1915)
- Haedropleura miocaenica (Boettger, 1902) †
- Haedropleura pygmaea (Dunker, 1860)
- Haedropleura ryalli Horro, Gori & Rolán, 2010
- Haedropleura secalina (Philippi, 1844)
- Haedropleura septangularis (Montagu, 1803)
- Haedropleura summa Kilburn, 1988